# Pánd
Pánd is een plaats (község) en gemeente in het Hongaarse comitaat Pest. Pánd telt 2027 inwoners (2001).